# (8539) Laban
(8539) Laban est un astéroïde de la ceinture principale.

## Description
(8539) Laban est un astéroïde de la ceinture principale. Il fut découvert le 19 mars 1993 à La Silla par Claes-Ingvar Lagerkvist. Il présente une orbite caractérisée par un demi-grand axe de 2,94 UA, une excentricité de 0,09 et une inclinaison de 3,1° par rapport à l'écliptique.

## Compléments